# Insulae Moluccae

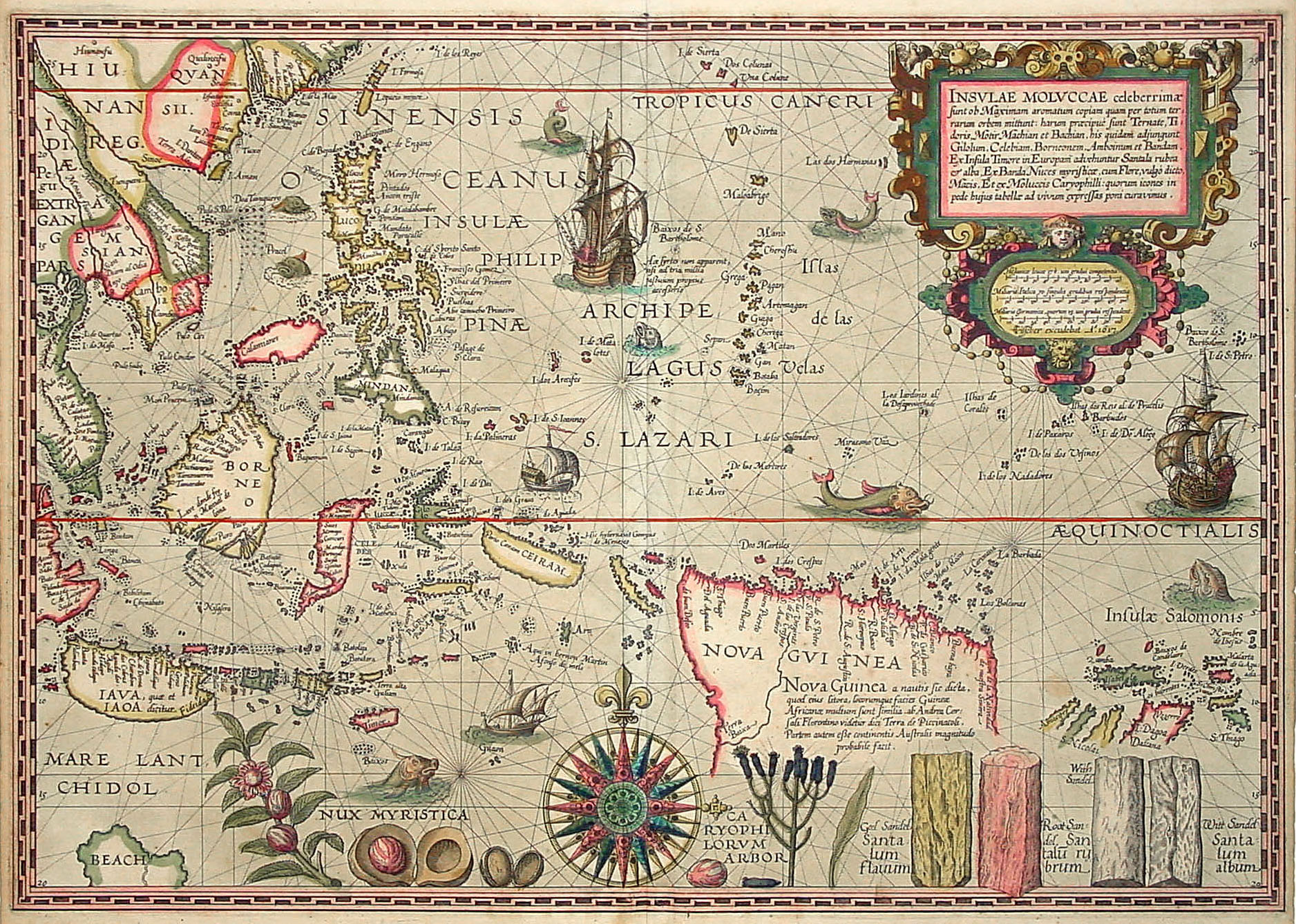
Insulae Moluccae

Insulae Moluccae è una mappa realizzata dal cartografo olandese Petrus Plancius nel 1592-94, è una delle mappe più celebri e significative dell'epoca delle esplorazioni europee nell'Asia sudorientale. La mappa, che descrive le isole delle Molucche (oggi parte dell'Indonesia) e le aree circostanti, fu pubblicata per promuovere le spedizioni commerciali olandesi alla ricerca di spezie preziose come la noce moscata, il chiodo di garofano e il legno di sandalo. La mappa rappresenta una delle prime cartografie precise dell'arcipelago delle Molucche, zona chiave nel commercio delle spezie durante il periodo delle grandi scoperte.
La mappa di Plancius ebbe un impatto duraturo sulla cartografia dell'Asia sudorientale e sulle esplorazioni olandesi, influenzando la realizzazione di successive mappe e divenendo un simbolo dell'espansione commerciale dei Paesi Bassi in Oriente. Le sue informazioni dettagliate e il suo valore come strumento commerciale contribuirono a consolidare la posizione olandese nel commercio delle spezie, che sarebbe durato fino al secolo successivo.

## Storia e Contesto
La mappa fu realizzata da Petrus Plancius, un celebre cartografo e astronome olandese, sulla base di informazioni ottenute segretamente da carte nautiche portoghesi, che descrivevano le rotte commerciali e i territori dell'Asia sudorientale. Queste informazioni erano state precedentemente protette dal monopolio portoghese sul commercio delle spezie. Plancius, con l'aiuto dell'incisore Johannes van Doetecum, pubblicò la mappa per stimolare l'interesse commerciale e finanziare le spedizioni olandesi verso le isole delle Molucche, allora sotto il controllo portoghese.
La mappa fu un'importante risorsa per i mercanti olandesi e fu utilizzata come strumento di propaganda economica per attrarre investimenti nelle spedizioni. Essa fu anche pubblicata nell'edizione inglese dell'Itinerario di Jan Huyghen van Linschoten nel 1598, contribuendo alla diffusione delle conoscenze geografiche sulla regione anche tra gli inglesi.

## Titolo
Il titolo che appare sulla mappa è il seguente:

## Caratteristiche Cartografiche
La mappa mostra l'arcipelago delle Molucche con grande dettaglio, evidenziando le principali isole note per la loro produzione di spezie, come Ternate, Tidor, Motir, Machian, e Bachian. Altre isole come Gilolo, Celebes, Ambon e Banda sono incluse, riflettendo l'importanza commerciale di tutta la regione. Sulle coste delle isole sono indicati numerosi toponimi, che provengono dalle carte portoghesi e da altre fonti, tra cui il viaggio di Marco Polo.
Il design della mappa è ricco di decorazioni cartografiche, tra cui navi a vela, mostri marini, e una rosa dei venti di grandi dimensioni. L'area inferiore della mappa è adornata con illustrazioni di spezie, tra cui noce moscata, chiodi di garofano e legno di sandalo, destinati a promuovere il commercio con l'Asia. Queste immagini sono emblematiche del valore economico delle spezie e servivano come incentivo per raccogliere fondi per le spedizioni.

## L'Influenza della Mappa
La mappa di Plancius non solo rappresenta un passo significativo nella cartografia olandese, ma anche una reazione al monopolio portoghese sul commercio delle spezie. I Paesi Bassi, dopo aver perso l'accesso alle rotte commerciali attraverso il Trattato di Windsor (1497), si impegnarono in un'intensa attività di esplorazione per stabilire rotte alternative e ottenere il controllo sul commercio delle spezie, particolarmente nelle Molucche.
L'opera di Plancius contribuì a incoraggiare la creazione della Compagnia Olandese delle Indie Orientali (VOC) nel 1602, che monopolizzò il commercio con l'Asia, sfidando il dominio portoghese e, successivamente, quello spagnolo.

## Imprecisioni
Nonostante l'avanzamento rispetto alle mappe precedenti, la mappa di Plancius non è priva di errori. In particolare, la parte orientale della Nuova Guinea è incompleta, con coste meridionali aperte e l'ipotesi che potessero connettersi a un ipotetico continente meridionale. Inoltre, alcune isole sono state confuse, come Palawan, che è erroneamente mostrata come parte delle Calamianes, e la costa occidentale della Nuova Guinea, che è separata e rappresentata come l'isola di Seram.

## Edizioni della Mappa
La mappa "Insulae Moluccae" esiste in tre edizioni principali:
- Edizione 1 (1592-94): Pubblicata da Cornelis Claesz a Amsterdam, con l'incisore Ioannes à Doetechum.
- Edizione 2 (pre-1609): Con l'incisore cambiato in Joannes van Doetecum.
- Edizione 3 (1617): Pubblicata da Claes Janszoon Visscher con l'incisore CIVisscher.

La versione più rara è la prima edizione inglese, pubblicata nel 1598 da John Wolfe a Londra.